# Моржегорская Каменка
Моржегорская Каменка — река в России, протекает по Виноградовскому району Архангельской области. Длина реки составляет 15 км.
Начинается в болотах к северу от заброшенного посёлка Шастозерский на высоте около 140 метров над уровнем моря. От истока течёт сначала на юг, затем в юго-западном направлении через елово-берёзовую тайгу. Устье реки находится в 33 км по левому берегу реки Большая Шеньга.

## Данные водного реестра
По данным государственного водного реестра России относится к Двинско-Печорскому бассейновому округу, водохозяйственный участок реки — Северная Двина от впадения реки Вага и до устья, без реки Пинега, речной подбассейн реки — Северная Двина ниже места слияния Вычегды и Малой Северной Двины. Речной бассейн реки — Северная Двина.
Код объекта в государственном водном реестре — 03020300412103000033058.